# Zoltán Blum
Zoltán Blum (auch Zoltán Virág; * 3. Januar 1892 in Pápa; † 25. Dezember 1959 in Budapest) war ein ungarischer Fußballspieler und -trainer.
Blum zählt zu den bedeutendsten ungarischen Fußballpersönlichkeiten der Zwischenkriegszeit. Er war langjähriger Spieler und Trainer von Ferencváros Budapest.

## Werdegang

### Spielerkarriere
Zoltán Blum trat 1905, im Alter von 13 Jahren, Ferencváros Budapest bei und blieb dem Klub bis 1927 treu. Er gewann mit Ferencváros vier Ungarische Meisterschaften sowie dreimal den Ungarischen Pokal. Blum bestritt insgesamt 416 Spiele in Ferencváros, davon 222 in der Liga, und erzielte dabei fünf Tore.
In der Spielzeit 1927/28 war Blum für Budai 33 aktiv, von 1928 bis 1930 spielte er für den Somogy FC Kaposvár – jeweils in der höchsten ungarischen Spielklasse Nemzeti Bajnokság. Nach einem kurzen Engagement bei Váci Reménység im Jahr 1930 kehrte er im selben Jahr zu Ferencváros zurück, wo er noch bis 1933 als Spielertrainer aktiv blieb.
Für die ungarische Nationalmannschaft absolvierte Blum zwischen 1912 und 1925 38 Partien, in denen ihm ein Torerfolg gelang. Sein erstes Länderspiel bestritt er am 23. Juni 1912 im Osloer Frogner Stadion beim 6:0-Sieg im Freundschaftsspiel gegen Norwegen. Bei den Olympischen Sommerspielen, die wenige Tage später in Stockholm begannen, gehörte der 20-jährige Blum zum von Ede Herczog trainierten ungarischen Aufgebot. Bei der ersten Partie der Ungarn, dem 0:7 im Viertelfinale gegen Großbritannien, kam er nicht zum Einsatz. Die beiden folgenden Partien der Trostrunde gegen das Deutsche Reich (3:1) und Österreich (3:0) bestritt er über die gesamte Spielzeit; Ungarn errang Rang fünf im Fußballturnier. Sein einziges Länderspieltor gelang ihm am 15. Juni 1922 im Budapester Albert-Flórián-Stadion beim 1:1 gegen die Schweiz, seine letzte Partie für Ungarn absolvierte Blum am 5. Mai 1925 bei der 1:3-Niederlage gegen Österreich auf der Wiener Hohe Warte.

### Trainerkarriere
Nach Ende seiner aktiven Laufbahn war Blum als Trainer tätig. Zwischen 1930 und 1937 – darunter bis 1933 als Spielertrainer – war er der zweite offizielle Cheftrainer in der Vereinsgeschichte von Ferencváros Budapest und in dieser Funktion Nachfolger seines ehemaligen Teamkollegen István Tóth-Potya. Blum führte den Klub zu zwei Meistertiteln – darunter der 100-%-Titel 1931/32, als die Mannschaft alle 22 Meisterschaftsspiele der Saison gewann – und zwei ungarischen Pokalsiegen. Im Jahr 1935 erreichte man zudem das Finale des Mitropapokals, in dem man Sparta Prag unterlag. Insgesamt betreute Blum das Ferencváros-Team bei über 350 offiziellen Partien.
Nach Ende seines Engagements bei Ferencváros war Blum 1937 ein Vierteljahr lang Trainer des CA Oradea. Nach dem Zweiten Weltkrieg trainierte Blum vom 14. bis 19. Spieltag der Saison 1946/47  den rumänischen Klub ITA Arad. Der Klub wurde am Saisonende unter der Führung von Gusztáv Juhász Rumänischer Meister.

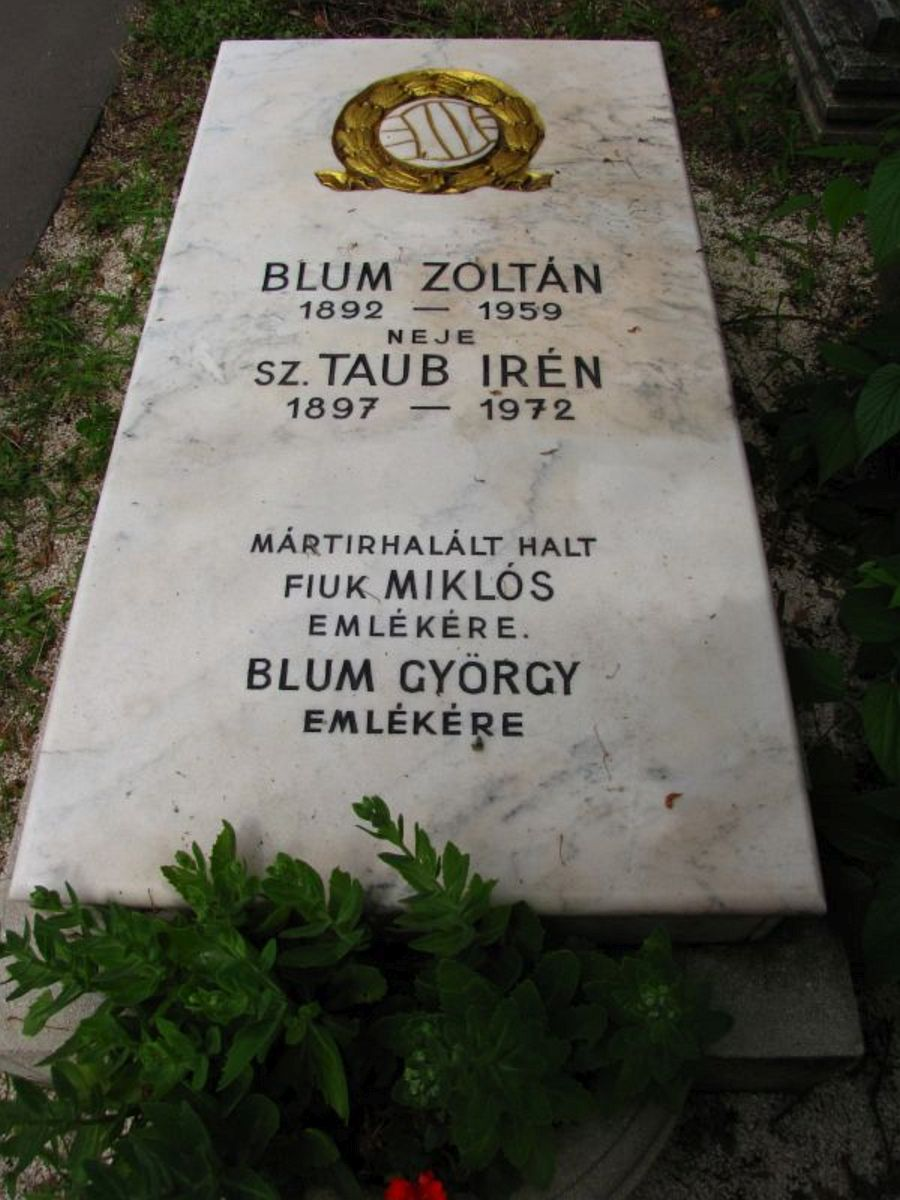
Grab auf dem Kozma utcai izraelita temető

Zoltán Blum starb im Dezember 1959 im Alter von 67 Jahren im Budapester Bezirk Ferencváros. Er liegt auf dem Kozma utcai izraelita temető (Israelitischer Friedhof Kozma-Straße) in Budapest begraben.

## Erfolge

### Als Spieler
- Ungarischer Meister: 1911/12, 1912/13, 1925/26, 1926/27
- Ungarischer Pokalsieger: 1912/13, 1921/22, 1926/27

### Als Trainer
- Ungarischer Meister: 1931/32, 1933/34
- Ungarischer Pokalsieger: 1932/33, 1934/35
- Rumänischer Meister: 1946/47 (während der Saison abgelöst)